# قرار مجلس الأمن التابع للأمم المتحدة رقم 963
قرار مجلس الأمن التابع للأمم المتحدة رقم 963، الذي اعتمد بالإجماع في 29 نوفمبر 1994،بعد دراسة طلب بالاو الأنضمام لعضوية الأمم المتحدة،أوصى المجلس الجمعية العامة بقبول طلب بالاو لعضوية الأمم المتحدة.